# Ligne Asanogawa
La ligne Asanogawa (浅野川線, Asanogawa-sen) est une ligne ferroviaire de la compagnie Hokuriku Railroad située dans la préfecture d'Ishikawa au Japon. Elle relie la gare de Hokutetsu-Kanazawa à Kanazawa à la gare d'Uchinada à Uchinada.

## Histoire
La ligne est ouverte le 10 mai 1925 par le Chemin de fer électrique d'Asanogawa (浅野川電気鉄道). Ce dernier est absorbé par la compagnie Hokuriku Railroad en 1945.

## Caractéristiques

### Ligne
- longueur : 6,8 km
- écartement des voies : 1 067 mm
- nombre de voies : voie unique
- électrification : 1 500 Vcc
- vitesse maximale : 60 km/h

### Liste des gares
La ligne comporte 12 gares. 
| Numéro | Gare               | Nom japonais | Distance (km) | Correspondances                                                                | Localisation |
| ------ | ------------------ | ------------ | ------------- | ------------------------------------------------------------------------------ | ------------ |
| A01    | Hokutetsu-Kanazawa | 北鉄金沢     | 0             | JR West : Hokuriku Shinkansen, Nanao IR Ishikawa Railway : IR Ishikawa Railway | Kanazawa     |
| A02    | Nanatsuya          | 七ツ屋       | 0,6           |                                                                                | Kanazawa     |
| A03    | Kamimoroe          | 上諸江       | 1,5           |                                                                                | Kanazawa     |
| A04    | Isobe (ja)         | 磯部         | 2,2           |                                                                                | Kanazawa     |
| A05    | Waridashi          | 割出         | 2,8           |                                                                                | Kanazawa     |
| A06    | Mitsukuchi         | 三口         | 3,3           |                                                                                | Kanazawa     |
| A07    | Mitsuya            | 三ツ屋       | 3,9           |                                                                                | Kanazawa     |
| A08    | Okobata            | 大河端       | 4,5           |                                                                                | Kanazawa     |
| A09    | Kitama             | 北間         | 5,1           |                                                                                | Kanazawa     |
| A10    | Kagatsume          | 蚊爪         | 5,5           |                                                                                | Kanazawa     |
| A11    | Awagasaki          | 粟ヶ崎       | 6,3           |                                                                                | Uchinada     |
| A12    | Uchinada           | 内灘         | 6,8           |                                                                                | Uchinada     |